# Macaronésie (phytorégion)
La Macaronésie est un ensemble d’îles situé dans l’océan Atlantique. Elle est composée des îles Canaries, de Madère, des Açores et du Cap-Vert. Elle englobe également plusieurs types de climats : subtropical, désertique et océanique.

## Géologie
Les îles se situent à l'ouest de l'Afrique et de l'Europe. Ce sont des îles d'origine volcanique aux reliefs très escarpés et qui proviennent de plusieurs points chauds géologiques. Certains volcans sont d'ailleurs toujours en activité.
Étant donné qu'elles n'ont jamais été rattachées au continent, leur biodiversité est particulièrement développée. En effet, leur isolement a été bénéfique au développement d'espèces endémiques. La Macaronésie possède des espèces qui se sont éteintes ailleurs. Ceci s’explique par le fait que l’océan Atlantique a des capacités thermorégulatrices et permet donc le maintien de ces espèces.

## Le climat
Il y a plusieurs microclimats sur les îles allant du climat méditerranéen (Açores, Madère) à l'aride (Cap-Vert). Elles sont influencées par le Gulf Stream, ce qui donne des températures douces tout au long de l'année. L'altitude assez élevée des îles, leur orientation, ainsi que les alizés, y provoquent des différences climatiques importantes.
Les alizés sont des vents provenant du nord-est, à l'origine d'un climat humide et frais. C'est ce qui crée les « mers de nuages » entre 700 et 1 500 mètres d’altitude. Ces mers se forment lorsque les alizés rencontrent les barrières topographiques des îles. L’humidité qui en résulte est idéale pour le développement d’espèces luxuriantes comme celles qui constituent la laurisylve. À partir de 1 500 mètres d’altitude, ces vents disparaissent pour céder la place à un climat aride qui est caractérisé par des étés chauds et secs et des hivers rudes.

## Les biomes

### Forêts décidues sèches tropicales et subtropicales
Ce type de forêt est soumis à un climat alternant les saisons sèches et les saisons des pluies. Ce biome est caractérisé par un déficit en eau, ce qui se remarque au niveau de la végétation.

### Forêts de feuillus mixtes et tempérées
Ce type de forêt se trouve principalement dans des endroits où les pluies sont abondantes. Les climats sont généralement océanique, subtropical humide et tempérés.

### Forêts, terres boisées et broussailles méditerranéennes
Ce biome se retrouve dans les régions au climat méditerranéen.

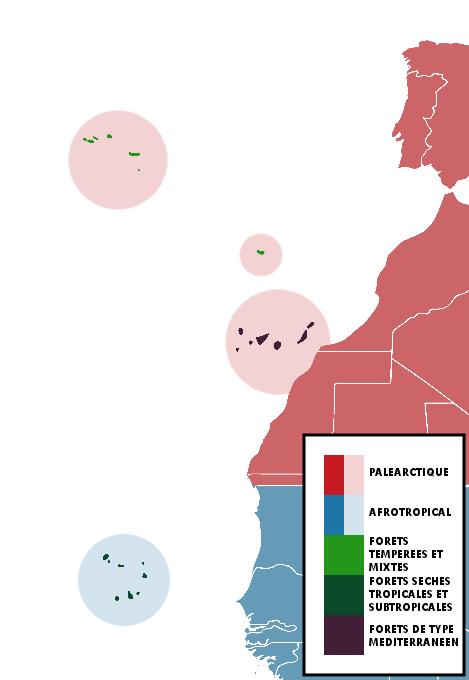
Écozones et biomes de la Macaronésie

## La flore
La flore de la Macaronésie est similaire à celle que l'on pouvait trouver à la période du Tertiaire. Elle est apparentée de manière phytogéographique à la région méditerranéenne, africaine, américaine et australienne.

### La laurisylve
La laurisylve est une forêt dite fossile puisqu'elle trouve ses origines au Tertiaire, lors duquel elle recouvrait la majorité du bassin méditerranéen. Elle est essentiellement composée de lauriers et est caractéristique de la Macaronésie. Les arbres sont généralement à feuilles larges, hygrophiles et peuvent atteindre 40 mètres de haut. Elle est riche en espèces endémiques et est donc une zone prioritaire de conservation. Cette forêt se développe dans les zones montagneuses humides et s’étend entre 300 et 1 300 mètres d’altitude. L’humidité nécessaire à sa maintenance provient de la fameuse « mer de nuages » provoquée par les alizés.
Les espèces dominantes sont :
- Laurus azorica,
- Laurus novocanariensis
- Morella faya,
- Frangula azorica,
- Ilex perado subsp. Azorica,
- Viburnum tinus,
- Vaccinium cylindraceum,
- Persea indica
- Picconia azorica (en)
- Ocotea foetens
- Apollonias barbujana

### Les îles

#### Madère
Les îles de Madère font partie du biome des forêts de feuillus et des forêts mixtes tempérées. Le climat y est subtropical. On y recense deux genres, Chamaemeles et Musschia, et soixante-six espèces endémiques dont:
- Polysticum maderensis,
- Cerastium vagans,
- Armeria maderensis,
- Goodyera Macrophylla
- Viola paradoxa,
- Crambe fruticosa,
- Matthiola maderensis
- Sinapidendron angustifolium,
- Saxifraga maderensis,
- Sorbus maderensis
- Cytisus maderensis,
- Senecio maderensis,
- Phalaris maderensis,
- Pittosporum coriaceum (en)
- Musschia wollastonii

Madère possède la laurisylve la plus grande et la mieux conservée au monde. Elle s'étend sur près de 15 000 hectares et constitue l'entièreté du Parc Naturel de Madère.

#### Les îles Canaries
Les Canaries présentent une flore riche et très diversifiée avec dix-sept genres endémiques. Chaque alliance végétale pousse sur un type de sol spécifique. Les forêts de pins poussent sur des sols fertiles constitués de terre rouge et de terre grise argileuse. Ces sols ont une faible teneur en matière organique. Elles sont dominées par Pinus canariensis. Les landes macaronésiennes endémiques se localisent dans les zones humides avec des sols siliceux riches en matière organique. La laurisylve se développe sur des matériaux récents et dans des zones à hygrométrie élevée, sur des sols pauvres en substances organiques.
La végétation varie en fonction de l'altitude. Entre le niveau de la mer et 400 mètres se trouvent les savanes arides d'euphorbe. Elles sont caractérisées par des précipitations faibles et une insolation élevée. Les espèces dominantes sont Euphorbia canariensis, Ceropegia fusca, Plocama pendula, Salvia canariensis, Argyranthemum frutescens, Rumex lunaria, Convolvulus floridus et Messerschmidia fruticosa. Les forêts thermophiles se situent entre 300 et 700 mètres d'altitude et profitent d'un climat plus doux. On y trouve principalement des espèces arbustives comme Dracaena draco, Phoenix canariensis, Olea cerasiformis et Juniperus turbinata. Vient ensuite la laurisylve qui se situe entre 600 et 1 100 mètres, sur les versants exposés aux alizés. Puis on trouve une végétation de transition entre la laurisylve et les forêts de pins qu'on appelle fayal-brezal. Ces landes partagent certaines espèces avec les zones limitrophes. Au-dessus se trouvent les forêts des pins qui sont dominées par Pinus canariensis. On y trouve également certaines espèces endémiques comme Bystropogon plumosus, Aeonium spathulatum, Plocamoides asperges, Tolpis laciniata et Teline sp.. L'étage supérieur est celui des landes de montagnes et se trouve au-delà de 2 000 mètres. Les espèces et genres endémiques sont Spartocytisus supranubius, Erysimum scoparium, Nepeta teydea, Plantago webbii, Senecio palmensis, Juniperus cedrus, Polycarpaea tenuis et Echium sp.

#### Les Açores
Elles sont plus froides et plus humides que les autres archipels situés plus au sud. Les îles sont toutes volcaniques et plutôt récentes. Le climat est de type océanique caractérisé par des précipitations modérées réparties uniformément tout au long de l’année.
Certaines espèces sont panchroniques. Sur les 700 espèces de l’archipel, 200 ont été introduites par l’homme et 40 sont endémiques.
La flore de l'archipel a grandement souffert de l'activité humaine. En effet, les hommes ont surexploité les ressources de la laurisylve à des fins commerciales et pour l'agriculture. Près de 95 % de la forêt fossile a disparu.
Les espèces endémiques dominantes sont:
- Solidago sempervirens (en)
- Juncus acutus,
- Euphorbia azorica,
- Chiendent pied de poule,
- Agrostis azorica,
- Polypogon monspeliensis
- Laurus azorica,
- Morella faya,
- Rhamnus latifolia,
- Ilex perado subsp. Azorica,
- Viburnum tinus,
- Vaccinium cylindraceum,
- Persea indica,
- Picconia azorica (en)
- Erica scoparia,
- Juniperus brevifolia (en)
- Calluna vulgaris,
- Daboecia azorica,
- Thymus caespititius (en)

#### Le Cap-Vert
La savane et les steppes constituent la majeure partie de la végétation. Les parties plates des îles abritent une végétation de type semi-aride, alors que dans les zones plus élevées, on trouve des fruticées plus adaptées au climat aride. Un grand nombre de plantes xérophiles croît dans l'archipel.
On y trouve également des chênes, des pins et même des eucalyptus. Chacun de ces arbres a été introduit par l'homme. Les seules parcelles de forêts restantes se situent dans les zones où la culture est impossible. Le reste a été entièrement défriché au profit de l'agriculture.
Sur les 664 espèces de plantes recensées, 92 sont endémiques et deux sont menacées. Les espèces endémiques  sont:
- Tornabenea insularis,
- Aeonium gorgoneum,
- Campanula bravensis,
- Nauplius smithii,
- Artemisia gorgonum,
- Sideroxylon marginata,
- Lotus jacobaeus,
- Lavandula rotundifolia,
- Sarcostemma daltonii,
- Euphorbia tuckeyana,
- Polycarpaea gayi
- Erysimum caboverdeanum
- Dracaena draco,
- Tamarix,
- Phoenix atlantica
- Faidherbia albida

## Les zones protégées
Les Canaries possèdent quatre parcs nationaux :
- le parc national de la Caldeira de Taburiente a été créé en 1954 et est devenu Réserve mondiale de biosphère en 2002 ;
- le parc national de Garajonay a été créé en 1981 et s'étend sur près de 4 000 hectares. Il a été déclaré site d'Héritage mondial en 1986 ;
- le parc national de Timanfaya a été créé en 1974 et déclaré réserve de la biosphère en 1993 ;
- le parc national du Teide a également été créé en 1954 et déclaré site du Patrimoine mondial en 2007.

Madère possède six zones protégées:
- le parc naturel de Madère a été créé en 1982 et compose la majeure partie de l'île. Entre 1 300 et 700 mètres d'altitude au sud de l'île et jusqu'à 200 mètres au nord, se concentre la plus grande zone de forêt laurifère de la Macaronésie, inscrite par l'UNESCO sur la liste du Patrimoine mondial.
- la réserve des îles Desertas est constituée par l'ensemble des îles et des eaux environnantes ;
- la réserve naturelle des îles Selvagens comprend également l'ensemble des îles et une partie des eaux environnantes ;
- la pointe de São Lourenço ;
- la Rocha do Navio
- la réserve naturelle partielle de Garajau (en).

## Problèmes de conservation et menaces pour la biodiversité
L'activité humaine a fortement dégradé la végétation de la Macaronésie. Le défrichement, la surexploitation du bois, l'agriculture et l'introduction de plantes exotiques ont provoqué un déplacement de la végétation endémique. De ce fait, plusieurs espèces endémiques sont menacées de disparition.
Les habitats de chaque île pourraient être grandement perturbés par un changement du régime des vents. Ce changement en entraînerait d’autres au niveau des précipitations et des températures, ce qui aurait comme conséquence l’étendue de certains habitats et la réduction d’autres.
En cas de réchauffement climatique, les alizés verraient leur intensité et leur fréquence diminués. Ceci entraînerait l'assèchement des côtes et donc la désertification globale des îles, ce qui favoriserait l’invasion d’espèces exotiques au détriment des espèces indigènes. De plus, ces changements pourraient entraîner une migration d’espèces. Celles incapables de se déplacer déclineraient rapidement ou disparaîtraient.
Au cas où la température augmenterait, les étages collinéens verraient leurs limites altitudinales augmenter. De ce fait, les plantes des sommets pourraient disparaître puisqu'il leur serait impossible d'aller plus haut. Elles seraient donc remplacées par des plantes provenant de l'étage inférieur mieux adaptées aux nouvelles conditions.
Une autre menace pour la biodiversité est celle des incendies fréquents dans les Canaries. Qu'ils soient intentionnels ou non, ils ont considérablement réduit les forêts ces dernières années.